# Convention d'Artlenburg
La convention d'Artlenburg, signée à Artlenburg le 5 juillet 1803 par Johann Ludwig von Wallmoden-Gimborn, dissout l'Électorat de Hanovre qui passe sous domination des troupes françaises de Napoléon Bonaparte.